# Stazione di Temmabashi
La stazione di Temmabashi (天満橋駅?, Tenmabashi-eki) è una stazione della Metropolitana di Osaka situata nel centro della città. Presso la stazione è possibile anche utilizzare i servizi delle Ferrovie Keihan. La stazione Keihan è dotata di 4 binari per la confluenza delle linee principale Keihan e Nakanoshima.

## Linee e servizi

### Treni
Ferrovie Keihan
● Linea principale Keihan
● Linea Keihan Nakanoshima

### Metropolitane
Metropolitana di Osaka
 Linea Tanimachi

## Struttura

### Stazione Keihan
La stazione delle Ferrovie Keihan è costituita da due marciapiedi laterali e un marciapiede a isola centrale serventi quattro binari passanti al secondo piano sotterraneo. Il mezzanino di accesso con i tornelli si trova al primo piano sotterraneo.
| 1 | ● Linea principale Keihan  | da Nakanoshima per Kyōbashi, Hirakatashi, Chūshojima, Sanjō e Demachiyanagi |
| 2 | ● Linea Keihan Nakanoshima | per Watanabebashi e Nakanoshima                                             |
| 3 | ● Linea principale Keihan  | da Yodoyabashi per Kyōbashi, Hirakatashi, Chūshojima, Sanjō e Demachiyanagi |
| 4 | ● Linea principale Keihan  | per Kitahama e Yodoyabashi                                                  |

### Stazione della metropolitana
| 1 | Linea Tanimachi | per Tanimachi Kyūchōme, Tennōji, Hirano e Yaominami         |
| 2 | Linea Tanimachi | per Higashi-Umeda, Miyakojima, Sembayashi-Ōmiya, e Dainichi |

## Stazioni adiacenti
| «                        | Servizio                | »                       |
| Linea Keihan principale  | Linea Keihan principale | Linea Keihan principale |
| ------------------------ | ----------------------- | ----------------------- |
| Kitahama                 | Tutti i treni           | Kyōbashi                |
| Linea Keihan Nakanoshima |                         |                         |
| Naniwabashi              | Tutti i treni           | Kyōbashi                |
| Linea Tanimachi          |                         |                         |
| Minami-Morimachi         | -                       | Tanimachi Yonchōme      |